# Liste der denkmalgeschützten Objekte in Röns
Die Liste der denkmalgeschützten Objekte in Röns enthält die denkmalgeschützten, unbeweglichen Objekte der Gemeinde Röns.

## Denkmäler
| Foto |                 | Denkmal                                                       | Standort          | Beschreibung | Metadaten |
| ---- | --------------- | ------------------------------------------------------------- | ----------------- | --- | --- |
| ja   | Datei hochladen | Kath. Pfarrkirche hl. Magnus HERIS-ID: 56301 Objekt-ID: 65527 | Standort KG: Röns | Die auf den hl. Magnus von Füssen geweihte Pfarrkirche wurde 1495 im Stil der Spätgotik neu gebaut und im Jahr 1501 geweiht. An das Langhaus schließt im Osten ein eingezogener zweijochiger Chor an; an der Nordseite steht der Turm mit Spitzhelm. Der Hochaltar weist einen spätgotischen Aufbau aus dem Jahr 1508 auf. Der Aufbau des linken Seitenaltars stammt aus der Barockzeit. | BDA-Hist.: Q38071210 Status: § 2a Stand der BDA-Liste: 2025-06-30 Name: Kath. Pfarrkirche hl. Magnus GstNr.: .1 Filialkirche hl. Magnus (Röns) |